# کلیفورد طوبیس
کلیفورد طوبیس (انگلیسی: Clifford Taubes؛ زادهٔ ۲۱ فوریهٔ ۱۹۵۴) دانشمند در زمینه توپولوژی اهل ایالات متحده آمریکا است.
وی همچنین برندهٔ جوایزی همچون جایزه وبلن شده‌است.